# Christian Bracconi
Christian Bracconi est un footballeur français reconverti entraîneur né le 25 novembre 1960 à Constantine.

## Biographie
Formé au SEC Bastia, il évolue comme attaquant au RCFC Besançon, avant d'être transféré au FC Metz en 1986. Il remporte la coupe de France en 1988.
Il dirige le centre de formation du Sporting Club de Bastia à partir de février 2009. En 2010, il prend la tête du centre de formation de l'AC Ajaccio.
Le 4 novembre 2013, Alain Orsoni, le président du club corse, le place à la tête de l'équipe première en remplacement de Fabrizio Ravanelli pour un intérim qui doit durer jusqu'à la trêve. Le 1er février, il est confirmé dans ses fonctions jusqu'à la fin de la saison. Le 18 octobre 2014, il est démis de son poste d'entraineur à la suite des mauvais résultats de l'équipe mais reste néanmoins au club. Fin avril 2015, il rompt finalement à l'amiable son contrat le liant au club corse.
Le 4 juin 2015, il s'engage une saison au CA Bastia, officiellement repêché en National. Dernier du championnat après 12 journées, il est remercié le 20 novembre 2015 mais le club souhaite tout de même le conserver dans son organigramme.
Il rejoint le FC Sochaux le 26 mai 2016 en tant qu'adjoint d'Albert Cartier, en remplacement d'Omar Daf, nommé à la tête de l'équipe réserve. Au terme de la saison 2016-2017, il quitte le club.
Le 10 novembre 2017, il est nommé entraîneur-adjoint du club belge de l'AFC Tubize, en 2e division mais à la suite du licenciement du T1 Sadio Demba, il est promu nouvel entraîneur principal du club tubizien 3 jours plus tard.
Il quitte les Sang et Or le 28 juin 2019 à la suite de la relégation du club en Division 1 amateur (3e division belge).
Le 4 décembre 2019, il devient le nouvel entraîneur principal du Royal Excelsior Virton, en remplacement de Dino Toppmöller, démissionnaire.
Malgré un bon bilan sportif du club gaumais depuis sa prise de fonction, Christian Bracconi n'est pas prolongé au terme de son contrat qui expirait en juillet 2020. Une non reconduction justifiée en partie par les soucis financiers et administratifs du club.
Le 19 août 2021, Christian Bracconi s'engage pour un an (renouvelable) dans le club du FC Saint-Eloi.

## Palmarès
- Vainqueur de la Coupe de France en 1988 avec le FC Metz